# Luoghi Colombiani

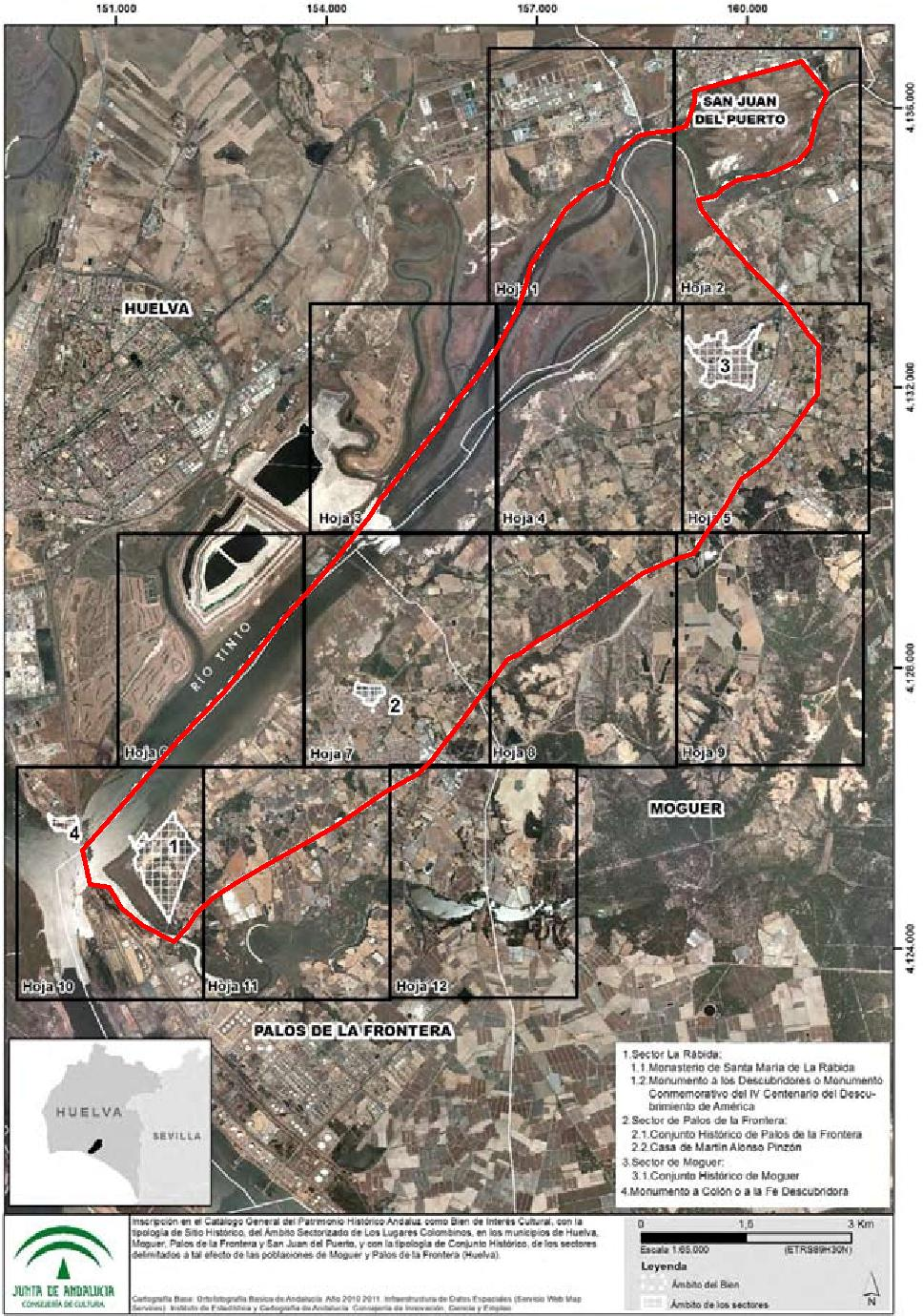
Mappa dei Luoghi colombaniani

Il termine Luoghi Colombiani (in spagnolo Lugares Colombinos) è stato coniato da studiosi e storici della scoperta dell'America per nominare i luoghi in cui Cristoforo Colombo fece i preparativi per il primo viaggio.
Successivamente divenne il nome ufficiale della forma di tutela culturale e storica con Decreto 553/1967, del 2 marzo, del Governo di Spagna, con il quale fu dichiarato Conjunto histórico artístico della provincia di Huelva, attorno a quei luoghi andalusi che ebbero una rilevanza speciale nella preparazione e nel completamento del primo viaggio di Cristoforo Colombo, che portò alla scoperta dell'America.
Questa prima figura di protezione è stata adattata e ampliata dalla Junta de Andalucía, con il Decreto 167/2016, del 18 ottobre, con la quale sono iscritti nel Catalogo Generale del Patrimonio Storico Andaluso, come Bien de Interés Cultural, con la tipologia di Sitio histórico e Conjunto histórico dei Lugares Colombinos.
Inoltre, il 29 gennaio 2016, la candidatura "Monastero di Santa María de La Rábida e i luoghi colombiani di Huelva" è stata iscritta nell'elenco provvisorio spagnolo dei siti del patrimonio mondiale, nella categoria dei beni culturali (n. rif. 6080), come proposta per essere dichiarato Patrimonio dell'Umanità.
Il 13 aprile 2018 è stato inoltre avviato il progetto di presentazione della candidatura dei Lugares Colombinos al Marchio del patrimonio europeo. Il Consiglio dei Beni Storici del Ministero della Cultura spagnolo ha approvato all'unanimità la candidatura difesa dalla Diputación de Huelva affinché i Luoghi Colombiani optino per la concessione del sito tematico transnazionale europeo.
Entrambe le figure di protezione culturale dei "Luoghi colombiani" comprendono due città della provincia di Huelva come complesso storico: una è Palos de la Frontera (all'interno del suo territorio comunale c'è anche il monastero di La Rábida), e l'altra città è Moguer. Questi luoghi furono frequentati in più occasioni dall'ammiraglio, dove ricevette aiuto e collaborazione per il progetto che intendeva realizzare, i francescani del Monastero di La Rábida, i fratelli Pinzón di Palos de la Frontera, i fratelli Niño di Moguer e altre prestigiose famiglie di marinai della zona ebbero un'eccezionale partecipazione alla compagnia di scoperta.
L'area, dopo la scoperta dell'America, subì una forte battuta d'arresto, soprattutto Palos, dovuta, tra l'altro, all'emigrazione verso le terre appena scoperte. La dimenticanza dei fatti compiuta da questi luoghi e dalla loro gente è stata, in parte, contrastata da Washington Irving, che grazie al suo viaggio attraverso queste terre, al suo diario e ai libri sui giorni in cui visse nella zona, suscitò interesse di storici e di altri studiosi verso i luoghi che furono i protagonisti del primo viaggio di Colombo.
I Luoghi Colombiani mantengono forti legami con il mondo iberoamericano e sono il principale riferimento storico e culturale della provincia di Huelva. Al XXV Vertice Iberoamericano (2016) è stata approvata una dichiarazione dai Capi di Stato e di Governo di America Latina, Spagna, Portogallo e Andorra, che ribadisce l'impegno per La Rábida come luogo di incontro per la Comunità delle Nazioni Iberoamericane.

## Storia
I monarchi cattolici, in particolare la regina Isabella I di Castiglia, decisero di aiutare Cristoforo Colombo nel suo progetto di raggiungere l'Asia da ovest, attraversando il mare oceanico. Il 17 aprile 1492 Colombo firmò con i re le Capitolazioni di Santa Fe, documenti con i quali veniva autorizzata la spedizione di Cristoforo Colombo nelle Indie via mare in Occidente, senza finanziamenti. Inoltre, a Colombo furono concessi una serie di privilegi e titoli, tra i quali: Ammiraglio del Mar Oceano, Governatore, Viceré e il 10% della ricchezza. Furono anche firmati diversi provvedimenti e certificati per aiutare Colombo in quelle città e porti marittimi verso i quali si stava dirigendo.
Un provvedimento è stato indirizzato al comune di Palos de la Frontera a causa di una sanzione imposta ad alcuni dei residenti di questo comune. Il 23 maggio 1492, alle porte della Chiesa di San Jorge de Palos de la Frontera, alla presenza di Cristoforo Colombo, Fray Juan Pérez e delle autorità locali, fu letta la Regia Disposizione, firmata dai Re Cattolici, in cui ad alcuni abitanti della città di Palos fu ordinato di mettere a disposizione di Colombo due caravelle completamente armate e cariche.
...Ebbene, sai come per alcune cose datate e commesse da te in disservizio a noi, da quelli del nostro Consiglio sei stato condannato a essere costretto a servirci per due mesi con due caravelle armate a tue spese e spese ogni volta e dovunque, per noi sei stato condannato a certe pene, secondo quanto più pienamente è contenuto nella detta sentenza che fu data contro di te. E ora, poiché abbiamo ordinato a Christoval Colón di andare con tre caravelle navali, come nostro capitano delle dette tre caravelle, in alcune parti del mare oceanico su alcune cose che adempiono il nostro servizio e vogliamo che porti con sé le dette due caravelle con cui ci hai servito...»
(Granada, 30 aprile 1492.
Archivio Generale delle Indie. Signatura: PATRONATO, 295, N.3.1)
I vicini cui si riferisce tale provvedimento avrebbero risposto:
(Retro della disposizione reale.)
ma i marinai della zona, che non erano obbligati dal regio provvedimento, non vollero far parte della spedizione con uno straniero, come lo era Colombo per quegli uomini. A prescindere dalla maggiore o minore credibilità delle idee colombiane, gli uomini di Palos non avrebbero mai appoggiato i genovesi a meno che non fossero stati accompagnati in città da qualche rispettato navigatore. Con l'opposizione dei vicini e dei marinai, Colombo ricorse a uno dei provvedimenti emanati dai monarchi in cui gli veniva concesso il permesso di reclutare marinai tra i carcerati, sebbene ciò alla fine non fosse necessario.
Un'altra disposizione reale concessa a Colombo, dai Re Cattolici, obbligava le città della costa andalusa:
(Granada, 30 de abril de 1492.
Archivio Generale delle Indie. Signatura: PATRONATO, 295, N.4.)
Cristoforo Colombo, alla presenza del notaio Alonso Pardo, con una commissione diretta al comune di Moguer perché adempisse a detto provvedimento, eseguì tale provvedimento regio nel porto di Moguer, sequestrando due navi, che furono poi dismesse.
In queste circostanze, e grazie all'aiuto dei francescani del monastero di La Rábida e di Pero Vázquez de la Frontera, un vecchio e rispettato marinaio della zona, Colombo conobbe Martín Alonso Pinzón, ricco armatore e leader riconosciuto della zona grazie alle sue numerose navigazioni sia nell'Oceano Atlantico che nel Mar Mediterraneo, e per le quali aveva accumulato fortuna e fama. Oltre all'incoraggiamento e all'influenza di questi amici, il maggiore dei fratelli Pinzón sarebbe stato convinto anche dalla proposta che, secondo la testimonianza di Alonso Gallego nelle Cause Colombiane, Colombo fece a Martín Alonso:
Comunque sia, Martín Alonso da quel momento iniziò un'energica campagna a favore dell'impresa. Contribuì con mezzo milione di maravedís dalle sue finanze personali, un terzo delle spese in contanti della compagnia. che riuscì a incoraggiare e arruolare tutto l'equipaggio necessario per la compagnia, uomini di Palos, del vicino Moguer, di Huelva, dal resto della regione e anche al di fuori dell'Andalusia. Marinai che ora rischiavano quella navigazione, poiché il fatto che Martín Alonso Pinzón, con i suoi fratelli e i fratelli Niño, fossero a capo di detta marina, era una garanzia per gli uomini della zona di Tinto-Odiel.
Ultimati i preparativi, la spedizione partì da Puerto de Palos, il 3 agosto 1492. La flotta colombiana era formata dalle caravelle Pinta, Niña e dal nao Santa María. La Pinta e La Niña furono pagate dal consiglio di Palos, in ottemperanza al citato provvedimento regio. La Niña era di proprietà dei fratelli Niño. L'equipaggio era composto da circa 90 uomini, la stragrande maggioranza proveniente dalle città colombiane di Moguer e Palos de la Frontera.

## Palos de la Frontera

### Palos

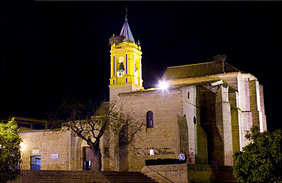
Chiesa di San Giorgio

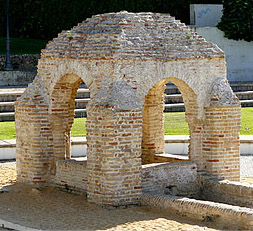
La Fontanilla.

A Palos de la Frontera (Culla della scoperta dell'America) si trova la Chiesa di San Giorgio (XV secolo), dove si lesse il provvedimento reale che sollecitava la consegna di due caravelle provviste a Colombo. Fu dichiarata Monumento Nazionale nel 1931.
Vicino a questa chiesa si trova il porto di Palos de la Frontera, porto fluviale da cui partì la spedizione, composto da 7 forni (due per la ceramica, uno per il cibo, uno per la calce e una grande fornace per mattoni e tegole), un'alota, i cantieri navali e la fontana della Fontanilla. Dalla Puerta de los Novios della Chiesa di San Jorge si accedeva allo storico molo da cui partiva la spedizione di scoperta in America, accanto al quale si trovava la Fontanilla, che era la fontana pubblica di Palos, costruita su un vecchio marciapiede di epoca romana e protetto da un tempio o tetrapilo, costruito con mattoni nel XIII secolo in stile mudéjar, dove, secondo la tradizione, venivano rifornite d'acqua le navi Santa María, la Niña e la Pinta.
Anche i fratelli Pinzón (Martín Alonso Pinzón, Vicente Yáñez Pinzón e Francisco Martín Pinzón), co-scopritori dell'America, erano di questa città. Martín Alonso, il primogenito dei fratelli, fu determinante per la scoperta dell'impresa, poiché grazie al suo prestigio di armatore ed esperto nautico, seppe incoraggiare i marinai dell'intera regione, contribuì notoriamente anche all'impresa dando un contributo terzo delle spese in contanti e scartando le prime navi sequestrate da Colombo, assumendone quelle più idonee. In questa cittadina si può visitare la casa-museo di questi fratelli, di cui si conserva la facciata quattrocentesca, e parte della sua originaria pavimentazione.
Si può anche passeggiare lungo le sponde del fiume Tinto nei dintorni della darsena Calzadilla, da dove partì il Plus Ultra Air Raid, luogo molto vicino a dove si trovava lo storico porto di Palos (ora scomparso per la perdita di portata del fiume e l'intasamento subito negli anni), nelle vicinanze c'è un'antica strada rurale che raggiunge la zona di Rábida.

### La Rábida
A soli 3 chilometri dal centro del paese, vicino alla foce del fiume Tinto, sorge il monastero francescano di Santa María de La Rábida (XIV-XV secolo), dove nel 1485 arrivò per la prima volta Cristoforo Colombo con il figlio Diego, stanco e scoraggiato dopo il suo fallimento con Giovanni II alla corte portoghese.
In questo piccolo monastero trovò ospitalità, aiuto e sostegno, soprattutto da due frati Fray Juan Pérez, custode del Convento, che avevano servito la corte castigliana come ragioniere e confessore, e Fray Antonio de Marchena, custode e famoso astrologo, anche consigliere di la Corte di Castiglia. Entrambi i religiosi lo sostenevano davanti alla Corte e lo aiutavano a procurarsi le navi e gli equipaggi di cui aveva bisogno. Questo convento fu luogo di rifugio e di sviluppo dell'idea colombiana, poiché i suoi religiosi erano grandi conoscitori delle scienze dell'epoca.
La chiesa gotico-mudéjar si distingue per il suo interesse artistico, così come le sale decorate con affreschi di Daniel Vázquez Díaz, il chiostro e il museo, dove sono conservati numerosi oggetti commemorativi della Scoperta dell'America. E, soprattutto, il titolo del monastero a Santa María de La Rábida o Virgen de los Milagros, conosciuta con entrambi i nomi indistintamente; Risale all'incirca al XIII secolo ed è un bell'esempio di gotico manierista ed elegante, che conferisce alla figura una singolare curvatura, in modo tale da cambiare aspetto appena cambia la prospettiva. Davanti a questa stessa immagine, Cristoforo Colombo e il resto dei marinai scopritori pregarono la notte prima della partenza. Fu incoronata da Giovanni Paolo II il 14 giugno 1993. È l'unica immagine della Vergine Maria incoronata dal papa polacco in Spagna.
Il Monastero fu dichiarato Monumento Nazionale nel 1856. Meritò anche la dichiarazione di Primo Monumento Storico dei popoli ispanici. Il 28 febbraio 1992 il governo andaluso gli conferì la "Medaglia d'Oro dell'Andalusia". Allo stesso modo, al IX Vertice Iberoamericano dei Capi di Stato e dei Presidenti di Governo, nella sua dichiarazione all'Avana, La Rábida è stata riconosciuta come luogo di incontro della Comunità Iberoamericana delle Nazioni.
Nei dintorni di La Rábida si trova il Muelle de las Carabelas, una struttura museale che ospita riproduzioni della nave di Santa María e delle caravelle Pinta e Niña.

## Moguer
A Moguer, Cristoforo Colombo visitò il Monastero di Santa Clara (XIV secolo), la cui badessa, Inés Enríquez, zia di Fernando el Católico, sostenne il viaggio di scoperta davanti alla Corte. All'interno di questo Monastero spicca il chiostro delle Madri, il cui piano terra, del XIV secolo e con reminiscenze almohade, forma il più antico chiostro conventuale dell'Andalusia; l'infermeria, edificio rinascimentale a due piani del XVI secolo con colonne genovesi; e la stessa chiesa del monastero, a tre navate con abside poligonale. L'altare maggiore è coperto dalla pala d'altare scolpita nel 1642 da Jerónimo Velázquez, e nel coro si possono vedere gli unici stalli Nasridi conservati in Spagna (XIV secolo), accanto al Monumento a Colombo.
Replica della caravella "Niña" al Muelle de las Carabelas. Questa caravella era di proprietà dei fratelli Niño.
Colombo trovò appoggio anche nel pastore Martín Sánchez e nel proprietario terriero Juan Rodríguez Cabezudo, al quale affidò la custodia del figlio Diego, ma soprattutto nei fratelli Niño, che ebbero un'eccezionale partecipazione ai preparativi e allo sviluppo del viaggio di scoperta. Superata la prima riluttanza al progetto di Colombo, divennero strenui difensori del viaggio e si impegnarono a portare a termine la missione colombina. Convinsero i loro marinai ad arruolarsi nel viaggio. Contribuirono anche, a proprie spese, alla caravella La Niña, di proprietà di Juan Niño, incaricandosi dei preparativi della sua caravella, che furono effettuati nel luglio 1492, nel porto di Moguer.
Nei cantieri navali del porto di Moguer, la caravella La Niña fu costruita intorno al 1488, e in ottemperanza a una delle disposizioni che Colombo trasportava, concessa dai Re Cattolici, che obbligava le città delle coste andaluse, e tramite una commissione diretti alla città di Moguer per ottemperare a tale disposizione, furono sequestrate due navi alla presenza dello scriba moguereño Alonso Pardo, navi che furono poi dismesse.
Al ritorno dal primo viaggio, Cristoforo Colombo trascorse, insieme all'equipaggio de La Niña, la prima notte di veglia, nella chiesa di Santa Clara, adempiendo alla promessa - Voto colombiano - fatta in alto mare, quando una tempesta stava per fare capovolgere la caravella La Niña, capitano del viaggio di ritorno dal naufragio in America della Santa María. Questo monastero è stato dichiarato Monumento Nazionale nel 1931 ed è, insieme al Convento di San Francisco e al Porto di Moguer, gli elementi colombiani più importanti di Moguer.